# Свєтлаков Сергій Юрійович
Сергій Юрійович Светлаков (12 грудня 1977 , Свердловськ ) — російський комедійний актор, сценарист, телеведучий, колишній учасник команди КВК «Уральські пельмені» (нині творчий колектив), журналіст.

## Біографія
Народився 12 грудня 1977 року у Свердловську. Крім навчання в шкільні роки Светлаков займався футболом і баскетболом, став кандидатом у майстри спорту з гандболу. Батьки Сергія наполягали на тому, щоб син став їх послідовником у професійній діяльності: його батько був помічником машиніста, а мати працювала в дорожньому управлінні.
Закінчив школу № 2 в Єкатеринбурзі (нині гімназія № 155). У 2000 році закінчив Уральський Державний Університет Шляхів Сполучення (УрДУШС) в Єкатеринбурзі за спеціальністю «Економіка на залізничному транспорті». В університеті була організована команда КВК, в якій Сергій став капітаном завдяки тому, що виграв у конкурсі «Лицар інституту». У команді Сергій грав близько двох років — за цей час КВК став для нього головним заняттям. Через це у капітана з'явилися серйозні проблеми з навчанням, однак до відрахування справа не дійшла. У той час як Сергій закінчував навчання в університеті, він співпрацював як автор із популярною командою «Уральські пельмені». Пізніше він увійшов до її складу, вже у 2000 році його команда стала чемпіоном Вищої ліги КВК. Переїхавши до Москви, Свєтлаков не завершив свою співпрацю з КВК. Разом з Гаріком Мартиросяном, Семеном Слепаковим, Артуром Тумасяном та Сергієм Єршовим він писав сценарії для команд КВК. Цей творчий колектив поклав початок Comedy Club у Росії. Великим успіхом для Свєтлакова стала поява в програмі «Прожекторперісхілтон» у 2008 році разом з іншими провідними комірками — Іваном Ургантом, Олександром Цекало та Гаріком Мартиросяном. Програма на даний час є одним з найуспішніших проєктів Першого каналу, отримавши три нагороди «ТЕФІ».
У 2009⁣ — ⁣2010 роках Сергій був одним з головних дійових осіб програми «Південне Бутово».

### Телебачення
- Учасник команди КВК «Уральські пельмені»,
- Учасник гумористичного проєкту «Наша Russia» на телеканалі ТНТ,
- Співведучий програми «Прожекторперісхілтон»,
- Сценарист відділу спецпроєктів «Першого каналу»,
- Учасник шоу «Південне Бутово» на «Першому каналі»,
- Учасник гумористичного шоу «Шоу „Уральських пельменів“» на телеканалі СТС.
- Учасник гумористичного шоу «Комеді клаб», в ролі старого Митрича на телеканалі ТНТ.
- Гравець на шоу Форт Буаяр (телегра) на телеканалі СТС.[2]

### Приватне життя
Дружина Юлія Светлакова, дочка Анастасія (нар. 12 грудня 2008). З дружиною Сергій познайомився ще в університеті, Юлія була його однокурсницею. Вона переїхала з Сергієм в Москву, разом вони жили з 1997 року, розлучилися в 2012 році. Донька Сергія Анастасія Светлакова народилася, так само як і її батько — 12 грудня. Любить футбол, є вболівальником московського «Локомотива».

## Фільмографія
| Рік  | Назва                  | Роль                                                                                                  |
| ---- | ---------------------- | --- |
| 2009 | Загублений світ        | доктор Рік Маршалл                                                                                    |
| 2010 | Наша Russia. Яйця долі | виконроб Льоня / Дулін / Сифон / Славік / Сніжана Денисівна / Микола Лаптєв / Сергій Юрійович Бєляков |
| 2010 | Ялинки                 | Євген                                                                                                 |
| 2010 | Діамантова рука 2      | Семен Семенович Горбунков                                                                             |
| 2011 | Бедуїн                 | лікар                                                                                                 |
| 2011 | Ялинки 2               | Євген                                                                                                 |
| 2011 | Тріск                  | червоноармієць                                                                                        |
| 2012 | Камінь                 | Петро                                                                                                 |
| 2012 | Джунглі                | Сергій                                                                                                |
| 2013 | Ялинки 3               | Євгеній                                                                                               |

## Ролі в проєктіНаша Russia
- Виконроб (його ім'я в ролі виконроба стало відомо у фільмі «Наша Russia: Яйця Долі» - Леонід) (Москва, Сочі)
- Лев Мойсейович Звягінцев — професор (Санкт-Петербург)
- Сергій Юрійович Бєляков — телеглядач (Таганрог). Ім'я та по батькові телеглядача з Таганрог а («Сергій Юрійович») з проєкту «Наша Russia» збігаються з ім'ям і по батькові Сергія Свєтлакова.
- Футбольний суддя, футбольний лікар Валера, а в одній серії —  батько Гатальська (Омськ)
- Іван Дулін — фрезерувальник, гей (Челябінськ)
- Славік — пацан (Краснодар, Анапа, Москва)
- Ельвіра — «нічний метелик»[5] (траса «Пенза — Копейськ»)
- Микола Лаптєв — інспектор ГИБДД, який ніколи не бере хабарів (Вологда)
- Юрій Венедиктович Пронін — депутат (Нефтескважінск). Названий так на честь батька Свєтлакова, якого теж звуть Юрієм Венедиктовичем.
- Сніжана Денисівна — вчителька елітної школи, що бере хабар з учнів (Воронеж)
- Сифон — бомж (Рублівка)
- Галина Георгіївна — менеджер суші-бару (Іваново)
- Єрмолкіна — оператівніца (Усть-Кузьминський)
- Гена — турист з Нижнього Тагілу (Туреччина)
- Філіп Валентинович — пенсіонер (Новосибірськ)
- Вадим Рудольфович — лікар (Підмосков'ї)

## Факти
- Прізвисько Сергія Свєтлакова — «Світлий».
- Сергій Светлаков був запрошений в журі на другу 1/8 фіналу 2004 Вищої ліги КВК. Правда, жодної оцінки він поставити не встиг: наприкінці привітання команди «Добрянка» Сергій Светлаков, слідуючи закликам акторів, що грали на сцені, почав танцювати, в тому числі на суддівському столі, після чого охороною був виведений із залу. Як пізніше стало відомо, цей вчинок, виглядав імпровізацією, був заздалегідь підготовленим і схваленим провідним Олександром Масляковим[6].

## Бізнес
Відкрив у Єкатеринбурзі разом з Сергієм Ісаєвим і братом Дмитром Светлаковим мережу магазинів, що торгують оригінальними подарунками, які ті виготовляли самі.

### Ресторанний бізнес
Сергій є власником кількох ресторанів у Москві та Києві. В Україні із партнером, російським ресторатором Олександром Орловим, Свєтлаков володіє групою Bulldozer Group, якій належать заклади Queen Kyiv, Virgin Izakaya Bar, Eshak, Not Only Fish, Рыба Пила, Queen Country Club, Fish Fetish.
У Києві, через офшорні компанії, Сергій є власником, серед іншого ресторану Eshak на Великій Васильківській. 18 липня 2022 року Бюро економічної безпеки України встановило кінцевих власників ресторанів, заарештувавши власності на суму 400 млн грн.

## Сім'я
- Батько Юрій Венедиктович Свєтлаков — помічник машиніста за освітою, працював на борошномельному заводі.
- Мати Галина Григорівна Свєтлакова працювала інженером з вантажоперевезень на Свердловській залізниці.
- Старший брат Дмитро Светлаков (нар. 1970) — керівник магазину ексклюзивних подарунків[11].